# Conus pseudimperialis
Conus pseudimperialis é uma espécie de gastrópode do gênero Conus, pertencente à família Conidae.